# Список Героев Советского Союза (Запорожская область)
Список Героев Советского Союза из Запорожской области Украины.

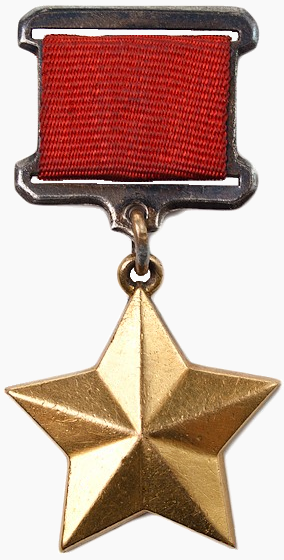
Медаль «Золотая Звезда» — вручалась Героям Советского Союза

| №   | Фамилия, Имя Отчество             |
| --- | --------------------------------- |
| 1   | Авраменко, Василий Максимович     |
| 2   | Артозеев, Георгий Сергеевич       |
| 3   | Баранов, Василий Андреевич        |
| 4   | Белик, Вера Лукьяновна            |
| 5   | Берестов, Пётр Филиппович         |
| 6   | Бесчастный, Сергей Арсентьевич    |
| 7   | Бойков, Иван Тимофеевич           |
| 8   | Борисенко, Иван Иванович          |
| 9   | Буюклы, Антон Ефимович            |
| 10  | Быковский, Евгений Власович       |
| 11  | Великий, Константин Трофимович    |
| 12  | Воинов, Михаил Львович            |
| 13  | Волошко, Григорий Семёнович       |
| 14  | Воротынцев, Николай Филиппович    |
| 15  | Гнедой, Александр Алексеевич      |
| 16  | Голуб, Иван Платонович            |
| 17  | Голубков, Всеволод Филиппович     |
| 18  | Гришин, Иван Трифонович           |
| 19  | Гришко, Кирилл Емельянович        |
| 20  | Громов, Константин Григорьевич    |
| 21  | Давидков, Виктор Иосифович        |
| 22  | Дайдоев, Иван Тимофеевич          |
| 23  | Деменков, Сергей Васильевич       |
| 24  | Демьяненко, Иван Никитович        |
| 25  | Денисенко, Владимир Гурьевич      |
| 26  | Долина, Мария Ивановна            |
| 27  | Доценко, Дмитрий Степанович       |
| 28  | Доценко, Тарас Степанович         |
| 29  | Егорович, Владимир Алексеевич     |
| 30  | Емельянов, Дмитрий Иванович       |
| 31  | Жеребцов, Василий Григорьевич     |
| 32  | Загной, Владимир Карпович         |
| 33  | Задорожный, Яков Степанович       |
| 34  | Кадученко, Иосиф Андриянович      |
| 35  | Калюжный, Павел Павлович          |
| 36  | Кальян, Леонид Петрович           |
| 37  | Канареев, Владимир Григорьевич    |
| 38  | Карацупа, Никита Фёдорович        |
| 39  | Карачун, Владимир Григорьевич     |
| 40  | Каулько, Иван Демидович           |
| 41  | Кияшко, Виктор Иванович           |
| 42  | Клименко, Иван Иванович           |
| 43  | Козлов, Владимир Васильевич       |
| 44  | Конкин, Михаил Парфентьевич       |
| 45  | Константинов, Николай Павлович    |
| 46  | Кот, Алексей Николаевич           |
| 47  | Котанов, Фёдор Евгеньевич         |
| 48  | Кравец, Людмила Степановна        |
| 49  | Кравец, Михаил Дементьевич        |
| 50  | Кравец, Мордух Пинхусович         |
| 51  | Кравченко, Василий Иванович       |
| 52  | Кударь, Пётр Сергеевич            |
| 53  | Кузьменко, Иван Прокофьевич       |
| 54  | Кулик, Александр Павлович         |
| 55  | Лактионов, Пантелей Борисович     |
| 56  | Левитан, Владимир Самойлович      |
| 57  | Лесконоженко, Николай Гаврилович  |
| 58  | Лущенко, Григорий Андреевич       |
| 59  | Любименко, Михаил Николаевич      |
| 60  | Малык, Фома Васильевич            |
| 61  | Малюга, Николай Семёнович         |
| 62  | Манойлов, Иван Антонович          |
| 63  | Матюх, Павел Иванович             |
| 64  | Махиня, Павел Евменович           |
| 65  | Мерешко, Лука Степанович          |
| 66  | Мерзляк, Иван Дмитриевич          |
| 67  | Миклей, Геннадий Валерьевич       |
| 68  | Михайличенко, Антон Евгеньевич    |
| 69  | Михайлов, Александр Борисович     |
| 70  | Москвиченко, Николай Павлович     |
| 71  | Навроцкий, Михаил Алексеевич      |
| 72  | Найдёнов, Иван Антонович          |
| 73  | Несмашный, Григорий Иванович      |
| 74  | Нестеренко, Фёдор Григорьевич     |
| 75  | Номинас, Борис Диомидович         |
| 76  | Носаль, Евдокия Ивановна          |
| 77  | Одинец, Пётр Трофимович           |
| 78  | Окатенко, Фёдор Алексеевич        |
| 79  | Охай, Григорий Ульянович          |
| 80  | Павловский, Фёдор Илларионович    |
| 81  | Панченко, Иван Никифорович        |
| 82  | Перепелица, Александр Михайлович  |
| 83  | Пидтыкан, Иван Дмитриевич         |
| 84  | Писаренко, Николай Фомич          |
| 85  | Поляков, Василий Трофимович       |
| 86  | Потапенко, Николай Семёнович      |
| 87  | Приходько, Иван Прокофьевич       |
| 88  | Проскуров, Иван Иосифович         |
| 89  | Рева, Иван Михайлович             |
| 90  | Рослик, Павел Адамович            |
| 91  | Руденко, Александр Константинович |
| 92  | Руднева, Евгения Максимовна       |
| 93  | Савушкин, Степан Аверьянович      |
| 94  | Середа, Пётр Сельверстович        |
| 95  | Сизов, Пётр Иванович              |
| 96  | Слободчиков, Алексей Терентьевич  |
| 97  | Снитко, Иван Никитович            |
| 98  | Стрельников, Ефим Семёнович       |
| 99  | Тагильцев, Владимир Михайлович    |
| 100 | Темник, Абрам Матвеевич           |
| 101 | Тернавский, Иван Антонович        |
| 102 | Тимофеев, Сергей Константинович   |
| 103 | Тищенко, Матвей Матвеевич         |
| 104 | Ткаченко, Иван Васильевич         |
| 105 | Фурсенко, Иван Семёнович          |
| 106 | Хазарьян, Семён Аркадьевич        |
| 107 | Холодный, Георгий Степанович      |
| 108 | Чеберко, Иван Иванович            |
| 109 | Чубарь, Дмитрий Григорьевич       |
| 110 | Чупилко, Иван Афанасьевич         |
| 111 | Шамрай, Михаил Семёнович          |
| 112 | Швачко, Яков Яковлевич            |
| 113 | Шевчук, Валентин Климентьевич     |
| 114 | Штанько, Филипп Феофанович        |
| 115 | Щербак, Анатолий Николаевич       |
| 116 | Якименко, Иван Семёнович          |
| 117 | Яковенко, Александр Свиридович    |
| 118 | Якуба, Антон Гурьевич             |